# Vadstena samrealskola
Vadstena skola var en skola i Vadstena verksam från 1620 till 1969. 

## Historia
Vadstena skola bildades 1620 som trivialskola. Skolan byggdes om 1624 och ombyggnationen bekostades av magistern Andreas Jonæ Gothus och andra män. Skolan byggdes om 1642 och skolan utökades 1649 med en skrivklass och en räkneklass. 1691 tillbyggdes en kammare i trä till skrivklassen och räkneklassen. De båda klasserna kallades från 1724 apologiklassen. Under slutet av 1700-talet kom kammaren i trä istället att användas som vedbod. 1724 var skolan förfallen och man fick in kollekt från fyra stift, till att ombygga skolan. Skolan bildade 1821 en lägre lärdomsskola och 1858 ett lägre elementarläroverk. År 1875 utökade man skolan från 3-klassig till 5-klassig skola och 1879 blev den Vadstena lägre allmänna läroverk. 1905 blev skolan 6-klassig och samskola. De studerande som tog realskoleexamen gjorde det första gången 1912. 1927 bildade skolen en 5-klassig samrealskola med övergång från folkskolans fjärde klass.
Realexamen gavs från 1912 till 1969.
Skolbyggnaden var uppförd i anslutning till S:t Pers kyrka, Vadstena.

## Rektor
- 1891–1898 August Lundberg[3]

### Kollegor
- 1863–1898 Carl Anders Holmström[3]
- 1876–1898 Gustaf Karlson[3]
- 1876–1898 Wilhelm Engholm[3]
- 1881–1898 Erik Sellin[3]
- 1894–1898 Adolf Rydberg[3]

### Musiklärare
- 1878–1898 Fredrik Bengtsson[3]

### Teckningslärare
- 1895–1897 Janne Nehrman[3]

### Gymnastiklärare
- 1895–1898 Julius Peterson[3]